# Luca Parlato
Luca Parlato (Vico Equense, 25 de junio de 1991) es un deportista italiano que compitió en remo. Ganó dos medallas en el Campeonato Mundial de Remo, en los años 2013 y 2017.

## Palmarés internacional
| Campeonato Mundial | Campeonato Mundial        | Campeonato Mundial | Campeonato Mundial |
| Año                | Lugar                     | Medalla            | Prueba             |
| ------------------ | ------------------------- | ------------------ | ------------------ |
| 2013               | Chungju (Corea del Sur)   | Medalla de oro     | Dos con timonel    |
| 2017               | Sarasota (Estados Unidos) | Medalla de bronce  | Ocho con timonel   |